# Прогрес МС-10
Прогрес МС-10 (№ 440, за класифікацією НАСА Progress 71 або 71P) — 163-й з 1978 року космічний вантажний корабель серії Прогрес, запланований до запуску держкорпорацією Роскосмос для 71-ї доставки вантажів до Міжнародної космічної станції (МКС). Запуск здійснено 16 листопада 2018 року. Це став перший запуск ракети-носія «Союз» після аварії з кораблем Союз МС-10.

## Запуск
Космічну вантажівку «Прогрес МС-10» планувалось запустити у жовтні 2018 року із космодрому Байконур за допомогою ракети-носія Союз-2.1а. Запуск здійснено 16 листопада 2018 року..

## Стикування
Транспортний вантажний корабель пристикувався 18 листопада 2018 року о 19:28 (UTC) до надирного стикувального вузла модуля Пірс (СО1) російського службового модуля «Звєзда».

## Вантаж
Космічний вантажний корабель «Прогрес МС-10» доставив на МКС 2564 кг вантажу, у тому числі їжу, 750 кг палива, 75 кг кисню і повітря, 440 кг води. Розвантаження корабля здійснювали члени експедиції МКС-57.